# Aartsbisdom Manfredonia-Vieste-San Giovanni Rotondo
Het aartsbisdom Manfredonia-Vieste-San Giovanni Rotondo (Latijn: Archidioecesis Sipontina-Vestana-Sancti Ioannis Rotundi; Italiaans: Arcidiocesi di Manfredonia-Vieste-San Giovanni Rotondo) is een in Italië gelegen rooms-katholiek aartsbisdom met zetel in de stad Manfredonia. Het aartsbisdom behoort tot de kerkprovincie Foggia-Bovino, en is, samen met de bisdommen Cerignola-Ascoli Satriano, Lucera-Troia en San Severo, suffragaan aan het aartsbisdom Foggia-Bovino.
Het aartsbisdom bestond in de 3e eeuw als bisdom Manfredonia. In 1074 werd het verheven tot aartsbisdom. In 1818 werd het bisdom Vieste als administratuur aan de bisschop van Manfredonia toevertrouwd, sinds 1968 zijn beide bisdommen gefuseerd. Het heette sindsdien Aartsbisdom Manfredonia-Vieste. Op 30 april 1979 verloor het aartsbisdom zijn metropolitane status en werd suffragaan aan de metropoliet van Foggia-Bovino. Op 6 december 2002 werd de naam van het bedevaartsoord San Giovanni Rotondo aan het bisdom toegevoegd en heet sindsdien Aartsbisdom Manfredonia-Vieste-San Giovanni Rotondo. De bisschopszetel is steeds in Manfredonia geweest, dat in de middeleeuwen groeide ten koste van het van oorsprong antieke Siponto. De oude kathedraal van Manfredonia bevindt zich in Siponto; de zetel werd in de middeleeuwen overgebracht naar Manfredonia en bevindt zich in de barokke kathedraal van H. Laurentius van Siponto. Deze is patroonheilige van het bisdom.
Het bisdom omvat ongeveer 1665 km². Het aantal katholieken steeg van 111.903 in 1950 naar 152.800 in 2004 (98,6% van de bevolking). Het aantal priesters steeg in dezelfde periode van 93 naar 126, het aantal parochies van 16 naar 49.
De pausen Julius III en Benedictus XIII waren aartsbisschop van Manfredonia-Vieste.